# Joi Ito
Joichi «Joi» Ito (Kioto, 19 de junio de 1966) es un inversor en capital riesgo MIT Media Lab, activista y empresario japonés-estadounidense. Él es exdirector MIT Media Lab, exprofesor de práctica de artes de medios y ciencia en MIT y ex profesor visitante de práctica en la Escuela de Leyes de Harvar Harvard. Tras la exposición de sus lazos financieros personales y profesionales con el delincuente sexual y el financiero Jeffrey Epstein, Ito resignó a sus roles en MIT, Harvard, John D. and Catherine T. MacArthur Foundation, Knight Foundation, PureTech Health y The New York Times Company el 7 de septiembre de 2019
Ito recibió numerosos reconocimientos por su papel como emprendedor. Su carrera profesional se centró en empresas tecnológicas y ha fundado, entre otras empresas,  PSINet Japan, Digital Garage y Infoseek Japan. Además, Ito es miembro de la Junta Directiva de Sony Corporation, The New York Times Company, Creative Commons, John S. y James L. Knight Foundation, la Fundación John D. y Catherine T. MacArthur y es socio de Neoteny Labs.

## Infancia
Ito nació en Kioto, Japón. Posteriormente, su familia se trasladó a Canadá y, cuando Ito tenía aproximadamente 3 años, se mudaron a un barrio a las afueras de Detroit, Míchigan, en los Estados Unidos, donde su padre trabajaba como científico de investigación y su madre era secretaria de la empresa Energy Conversion Devices, actualmente denominada Ovonics. El fundador de la compañía de Stanford R. Ovshinsky quedó impresionado con Ito, quien le trataba como si fuera su hijo. Ovshinsky ayudó a Ito a potenciar su interés en la tecnología y también en los movimientos sociales. Ya a los 13 años le dio un empleo en su empresa, donde trabajó al lado de reputados científicos.
Ito y su hermana Mizuko Ito, a quien llaman Mimi, pasaba los veranos en Japón con su abuela, quien les enseñó la cultura tradicional del país asiático. A los 14 años regresó a Japón, cuando su madre fue ascendida a presidenta de Energy Conversion Devices Japón. Estudió en la Escuela Internacional Nishimachi y en la escuela americana de Japón en Tokio. Ito fue uno de los pocos japoneses que utilizaban módems antes de la desregulación de las redes, que llegó a Japón en 1985.
Ito regresó a los EE. UU. para matricularse en la Universidad de Tufts, cerca de Boston. Allí estudió informática, donde conoció, entre otros, a Pierre Omidyar, fundador de eBay. Pero Ito abandonó la universidad para trabajar un corto periodo de tiempo para Ovonics. Ovshinsky le animó a retomar sus estudios. Por ello, se matriculó en la Universidad de Chicago, en Físicas, carrera que también abandonó al poco tiempo. En otoño de 1985 se convirtió en el primer estudiante en inscribirse en un programa pionero de cursos en línea ofrecidos por Connected Education.
Ito tiene una hermana, Mizuko Ito, antropóloga cultural que estudia el uso de la tecnología de la comunicación. Por otra parte, el músico Cornelius es su primo segundo. Ito actualmente vive en Dubái, con su esposa Mizuka Ito.

## Experiencia profesional
Ito es el presidente de Creative Commons. Es miembro de la junta directiva de Digital Garage, Cultura Convenience Club (CCC), Tucows, Machinima.com EPIC, Technorati, y WITNESS. Es el fundador y CEO de la firma de capital riesgo Neoteny Co., Ltd. En octubre de 2004 fue nombrado miembro de la junta directiva de ICANN por un periodo de tres años a partir de diciembre de 2004. En agosto de 2005 formó parte de la junta directiva de la Fundación Mozilla. Fue miembro de la junta de la Open Source Initiative (OSI) desde marzo de 2005 hasta abril de 2007. Actualmente es miembro de la Junta de OSI. Fue uno de los fundadores del Expression College for Digital Arts, así como de Zero One Art y de Technology Network. Ito ha sido miembro del Consejo de Energy Conversion Devices desde 1995 hasta el año 2000.
Ito es un inversor de capital riesgo y un inversor ángel de Kickstarter, Twitter, Six Apart, Technorati, Flickr, SocialText, Dopplr, Last.fm, Kongregate, Diffbot y otras empresas de Internet. Es un firme defensor de las democracias emergentes y de la economía del compartir conocimientos libremente. Es el autor de Emergent Democracy. Además, Ito es investigador sénior visitante del Instituto de Investigación de Keio en SFC.
En los últimos años, Ito se ha convertido en crítico del ensimismamiento en el que ha caído en los últimos años Japón. Declaró en una entrevista en 2011 que Japón tiene que crecer a nivel internacional si quiere seguir siendo «relevante». Esta es una de las razones por la que él es parte de la junta de Nishimachi International School de Tokio. También es miembro de Japanese Cabinet, como miembro de la «Sede estratégica de tecnología».

## Medios de comunicación
Ito ha escrito artículos de opinión para el Asian Wall Street Journal y para The New York Times. Ha escrito columnas habituales para The Daily Yomiuri, Mac World Japan, Asahi Pasocom, Asahi Doors y para otros medios de comunicación. Sus fotografías han sido publicadas en The New York Times Online, BusinessWeek, American Heritage, Wired News, Forbes y BBC News. Es autor y coautor de varios libros, como Dialog - Ryu Murakami X Joichi Ito con Ryu Murakami, y Freesouls: Captured and Released, con Christopher Adams, un libro de fotografías.

## Reconocimientos
Ito fue catalogado por la revista Time como un miembro de la «Cyber - Elite» en 1997. También fue nombrado una de las 50 «Estrellas de Asia» en la categoría de empresarios por BusinessWeek. Fue seleccionado por el Foro Económico Mundial en 2001 como uno de los «Líderes mundiales para el mañana». Fue elegido por la revista Newsweek como un miembro de «Leaders of The Pack» en 2005. Joi Ito también fue nombrado por la revista BusinessWeek como una de las 25 personas más influyentes en Internet en 2008. El 22 de julio de 2011 fue galardonado con el Premio a la Trayectoria en reconocimiento a su papel como uno de los principales defensores del mundo de la libertad de Internet en la Universidad de Oxford. En 2011, con Ethan Zuckerman, fue incluido por la revista del Foreign Policy en su lista de los mejores pensadores mundiales. Ito recibió el grado de doctor honoris causa en Literatura en The New School en 2013.

## MIT Media Lab
The New York Times informó que Joi Ito fue nombrado director del MIT Media Lab. Su nombramiento fue denominado como una «elección inusual», ya que Ito estudió en dos universidades, pero no terminó sus grados. «La decisión es radical, pero brillante», dijo Larry Smarr, director de Calit2. Ito se incorporó oficialmente a su cargo el 1 de septiembre de 2011.
El 7 de septiembre de 2019, Joi Ito renunció a su puesto como director del MIT Media Lab por haber recibido 1.7 millones de dólares de Jeffrey Epstein, un billonario condenado por abuso sexual a menores.

## Lazos con Jeffrey Epstein
En 2019, las revelaciones de las conexiones de Ito con Jeffrey Epstein, condenado por delincuencia sexual infantil, arrojó luz sobre el alcance de los obsequios monetarios de Epstein al Media Lab y a las empresas emergentes de Ito fuera del MIT. Ito inicialmente escribió una disculpa pero se negó a renunciar lo cual llevó a su salida de como miembro del Media Lab, incluyendo a Ethan Zuckerman, director del Centro de Medios Cívicos del MIT y el visitante escolar J. Nathan Matias. Las llamadas para la renuncia de Ito siguieron a una página web (wesupportjoi.org) y una carta que apoyaba a Ito publicada a finales de agosto firmada por más de 100 personas Lawrence Lessig, Stewart Brand, Nicholas Negroponte, Jonathan Zittrain, and George M. Church.  Sin embargo, la página web fue quitada después de que más detalles emergieron. Ito posteriormente admitió haber recibido $525,000 dólares para el laboratorio por Epstein, permitiendo Epstein invertir US 1.2 millones en los fondos de inversión personales de Ito